# An Ideal World
An Ideal World ou Um Mundo Ideal (chinês tradicional: 尋找自我的世界, chinês simplificado: 寻找自我的世界, pinyin: xún zhăo zì wŏ de shì jiè) é um manhua chinês criado por Weidong Chen e ilustrado por Chao Peng.  A série contém cinco volumes, os quais foram publicados em seu país de origem pela divulgadora Tian Jin Creator World Comic Company. A história relata a história de um garoto insatisfeito com sua vida, azarado e preguiçoso, que é intitulado pelo nome de 'Você'.